# Rừng tràm Mỹ Phước
Rừng tràm Mỹ Phước hay Khu bảo tồn loài – sinh cảnh rừng tràm Mỹ Phước là khu rừng có diện tích lớn nhất tỉnh Sóc Trăng. Đây là nơi duy nhất ở khu vực đồng bằng sông Cửu Long có sinh cảnh giao thoa giữa rừng tràm và rừng dừa nước. Trong khu rừng tràm này có khu căn cứ Tỉnh ủy Sóc Trăng của lực lượng cách mạng Việt Nam.

## Tổng quan
Rừng nằm ở xã Mỹ Phước, huyện Mỹ Tú, tỉnh Sóc Trăng. Rừng có chiều rộng trung bình 3 km, dài nhất 10 km, diện tích bao phủ khoảng 28 km2. Rừng tràm có tuổi cây trên 70 năm và được bảo vệ nghiêm ngặt. Đến năm 2023, Sở Tài nguyên và Môi trường cùng với chính quyền địa phương tại Sóc Trăng trao đổi, thảo luận về 2 phương án phân khu chức năng, gồm:
- Phương án 1: Khu bảo tồn không có vùng đệm, tổng diện tích là 375,7 ha, trong đó gồm có phân khu bảo vệ nghiêm ngặt 171 ha, phân khu phục hồi sinh thái 130 ha, phân khu dịch vụ, hành chính 74,7 ha;
- Phương án 2: Khu bảo tồn có vùng đệm, tổng diện tích là 1.545 ha, trong đó gồm có phân khu bảo vệ nghiêm ngặt 171 ha, phân khu phục hồi sinh thái 130 ha, phân khu dịch vụ, hành chính 74,7 ha và vùng đệm 1.169,3 ha.

## Sinh cảnh và sinh vật
Rừng tràm Mỹ Phước có 4 sinh cảnh:
- Rừng tràm
- Rừng dừa nước
- Lung (nước ngọt)[7]
- Rừng đặc dụng

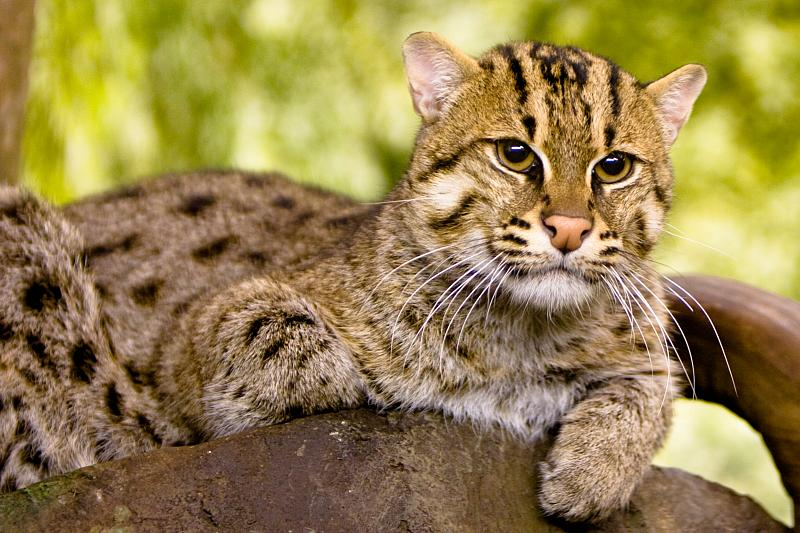
Mèo cá

Thực vật có 127 loài. Động vật có 8 loài thú, 70 loài chim, 15 loài lưỡng cư và bò sát, 25 loài cá, 81 loài côn trùng,... Động vật có nhiều loài quý hiếm như: cốc đế, cầy hương, cầy giông Tây Nguyên, mèo cá và rái cá thường.

## Lịch sử
Từ tháng 9 năm 1947, khu rừng đã được quân Giải phóng sử dụng làm nơi ẩn nấp, là căn cứ trong hai cuộc chiến tranh chống lại Pháp và Mỹ. Tháng 1 năm 1968, căn cứ Tỉnh ủy Sóc Trăng từ xã Gia Hòa, huyện Mỹ Xuyên được dời về đây. Các cơ sở trải rộng hơn 100 ha với rừng cây rậm rạp và kênh rạch chằng chịt. Đây là bàn đạp tấn công quân đối phương (Mỹ và Việt Nam Cộng hòa) tại Châu Thành, Sóc Trăng, Ngã Năm, Thạnh Trị. Quân Giải phóng bị quân đối phương phong tỏa bằng 4 đồn: Cái Trầu, Mỹ Phước, Tam Sóc và Xẻo Lý. Họ thường xuyên pháo kích và oanh tạc vào đây.
Từ sau năm 1975, khu rừng đã được giao cho Lâm trường Mỹ Phước bảo vệ và khai thác. Năm 1990, hồ sơ di tích lịch sử được lập, một số biển báo, biển chỉ dẫn tại các khu căn cứ được áp dụng.
Ngày 11 tháng 6 năm 1992, Khu Căn cứ Tỉnh ủy Sóc Trăng tại rừng tràm Mỹ Phước được Bộ Văn hóa, Thông tin và Thể thao (nay là Bộ Văn hóa Thể thao và Du lịch) xếp hạng là Di tích Lịch sử - Văn hóa cấp Quốc gia tại Quyết định số 734/QĐ. Được gọi là Di tích lịch sử khu căn cứ Tỉnh ủy Sóc Trăng.
Năm 2019, Rừng tràm Mỹ Phước được quy hoạch thành Khu bảo tồn loài - sinh cảnh rừng tràm Mỹ Phước, 615 loài sinh vật được thống kê, nhiều hơn thống kê năm 2012 khoảng 300 loài.

## Kinh tế
Rừng tràm Mỹ Phước là khu vực được người dân địa phương khai thác các loại rau xanh, như đọt choại, năng bộp, bồn bồn,...và súng lam đặc trưng (chi Súng có hoa màu lam). Rừng còn cung cấp dừa nước để làm thực phẩm, lá dừa nước để lợp nhà. Người dân cũng khai thác mật ong rừng, các loại cây thảo mộc làm thuốc. Các vùng nước cung cấp thủy sản.